# Куттс, Иэн
Иэ́н Куттс (англ. Ian Coutts) — английский кёрлингист.
В составе мужской сборной Англии участник двух чемпионатов мира (лучший результат — восьмое место в 1992) и пяти чемпионатов Европы (лучший результат — пятое место в 1984 году). Пятикратный чемпион Англии среди мужчин.
Играл на позициях первого и второго.

## Достижения
- Чемпионат Англии по кёрлингу среди мужчин: золото (1983, 1984, 1985, 1996, 1997).

## Команды
| Сезон   | Четвёртый     | Третий      | Второй        | Первый         | Запасной       | Турниры                                           |
| ------- | ------------- | ----------- | ------------- | -------------- | -------------- | ------------------------------------------------- |
| 1982—83 | Ронни Брок    | Джон Браун  | Иэн Куттс     | Duncan Stewart |                | ЧАМ 1983                                          |
| 1983—84 | Ронни Брок    | Джон Браун  | Иэн Куттс     | Duncan Stewart |                | ЧЕ 1983 (13 место)                                |
| 1983—84 | Боб Мартин    | Ронни Брок  | Иэн Куттс     | Duncan Stewart |                | ЧАМ 1984                                          |
| 1984—85 | Боб Мартин    | Ронни Брок  | Иэн Куттс     | Джон Браун     |                | ЧЕ 1984 (5 место) · ЧАМ 1985 · ЧМ 1985 (10 место) |
| 1985—86 | Боб Мартин    | Ронни Брок  | Иэн Куттс     | Джон Браун     |                | ЧЕ 1985 (7 место)                                 |
| 1991—92 | Алистер Бёрнс | Нил Харди   | Мартин Дикин  | Стивен Уотт    | Иэн Куттс      | ЧМ 1992 (8 место)                                 |
| 1995—96 | Мартин Дикин  | Alan Turner | Harvey Curle  | Иэн Куттс      |                | ЧАМ 1996                                          |
| 1996—97 | Мартин Дикин  | Alan Turner | Harvey Curle  | Иэн Куттс      | Стивен Хайндс  | ЧЕ 1996 (8 место)                                 |
| 1996—97 | Мартин Дикин  | Alan Turner | Стивен Хайндс | Иэн Куттс      | Harvey Curle   | ЧАМ 1997                                          |
| 1997—98 | Мартин Дикин  | Alan Turner | Стивен Хайндс | Иэн Куттс      | Michael Fowles | ЧЕ 1997 (10 место)                                |

(скипы выделены полужирным шрифтом)